# Суворов, Павел Михайлович
Суворов, Павел Михайлович  (1927 или 1929, Богородск, СССР — ?) — советский ученый-медик, принимавший участие в подготовке и исследованиях первых отрядов космонавтов, доктор медицинских наук (1968).
В числе других ученых исследовал важнейшие вопросы предполагаемого полета человека в космос, влияния его на человеческий организм и так далее.

## Биография
Родился в 1927 или в 1929 году в городе Богородске Нижегородской области РСФСР.
После окончания школы поступил на военный факультет Саратовского медицинского института, который закончил в 1952 году.
В 1952—1955 годах служил в авиационных частях врачом-специалистом.
В 1957 году окончил адъюнктуру при кафедре авиационной медицины Военного факультета при Центральном институте усовершенствования врачей.

### Подготовка космонавтов
П. М. Суворов совместно с другими специалистами участвует в разработке принципов отбора и подготовки человека к действию перегрузок применительно к первому пилотируемому полету в космос.
Вместе с Адилей Котовской Павел Суворов участвовал в выполнении двух важнейших научно-исследовательских тем: отбора человека для полета в космос и подготовка человека к первому космическому полету. В рамках этих тем были проработаны принципы построения схем, режимов, критериев и другие немаловажные вопросы отбора кандидатов.
В мае—июле 1960 года Павлом Суворовым и Адилей Равгатовной Котовской проверялась устойчивость к перегрузкам +G величиной до 7—8 единиц различной длительности и перегрузкам «грудь—спина» величиной от 7 до 12 единиц у первой группы космонавтов, в числе которых был и будущий первый в мире космонавт — Юрий Алексеевич Гагарин. Хорошую переносимость показали 13 человек, у 3 человек она оказалась удовлетворительной и у 2 — пониженной.
В 1962 П. М. Суворов становится соавтором важнейшей монографии «Влияние длительных поперечных ускорений на организм человека», в которой были собраны результаты наблюдений первых советских космонавтов.
В 1968 году Павел Михайлович защитил докторскую диссертацию на тему «Физиологические исследования на центрифуге в практике врачебно-летной экспертизы и системе отбора».